# میدسومر نورتون
latitudeمیدسومر نورتونlongitudeمیدسومر نورتون
میدسومر نورتون (به انگلیسی: Midsomer Norton) یک منطقهٔ مسکونی در بریتانیا است که در جنوب غربی انگلستان واقع شده‌است.

## خصوصیات
میدسومر نورتون ۱۰٬۹۹۷ نفر جمعیت دارد.